# Sénéo
Sénéo (anciennement Syndicat des eaux de la presqu'île de Gennevilliers ou SEPG) est un syndicat mixte fermé qui gère le service public de l’eau potable pour le compte de 10 communes de la presqu’île de Gennevilliers.

## Historique
Dès 1863, Adrien Dumont a l'idée de pomper l'eau de la Seine et de la faire monter en haut du mont Valérien.
L'usine de traitement de l'eau qui filtre l'eau de Seine est inaugurée en 1906 et en 1910. La machinerie servant à pomper l'eau de Seine est installée à Suresnes, rue Pagès.
En 1933, 9 villes ont confié par contrat l'exploitation du service à la même société : la Compagnie des Eaux de Banlieue (CEB). Elles décident de se rassembler au sein du Syndicat des communes de la presqu'île de Gennevilliers pour le service public de l'eau.
En 1991, le syndicat devient le Syndicat des Eaux de la Presqu’île de Gennevilliers : SEPG.
En 2003, la commune de Rueil-Malmaison a rejoint le syndicat et intégré le périmètre d'affermage.
En 2013, le syndicat prend la décision de se doter d'une administration.
Le 1er janvier 2020, le SEPG prend le nom de Sénéo, par décision du 26 juin 2019.
Polémique sur le prix de l'eau en 2007, , 2013. Étude du prix de l'eau sur la période 2014-2015.

## Dimensions
Il dessert 610 000 habitants et un bassin d’emploi de 300 000 postes,.

## Organisation institutionnelle
Il regroupe 10 communes : Asnières-sur-Seine, Bois-Colombes, Colombes, Courbevoie, Gennevilliers, La Garenne-Colombes, Nanterre, Rueil-Malmaison, Suresnes et Villeneuve-la-Garenne,.
En 2017 la Cour des comptes publie un rapport sur la gestion du service public de l’eau par le syndicat des eaux de la presqu’île de Gennevilliers.
2018 engagent pour améliorer du service public de l'eau entre SMGSEVESC (syndicat mixte pour la gestion du service des eaux de Versailles et Saint-Cloud) le SEDIF et SEPG.